# Падун (Карелия)
Падун — посёлок в составе Чёбинского сельского поселения Медвежьегорского района Республики Карелия.

## Общие сведения
Расположен на автодороге к западу от Медвежьегорска.
Сохраняется памятник истории — могила поэта Б. М. Смоленского (1921—1941).
Место съёмок художественного фильма «А зори здесь тихие» (Р. Давлетьяров, 2015).

## Население
| 2002 | 2009 | 2010 | 2013 |
| ---- | ---- | ---- | ---- |
| 127  | ↘109 | ↘83  | ↘72  |

## Известные уроженцы
В посёлке родился А. М. Калитин — Герой Социалистического Труда (1974).

## Улицы

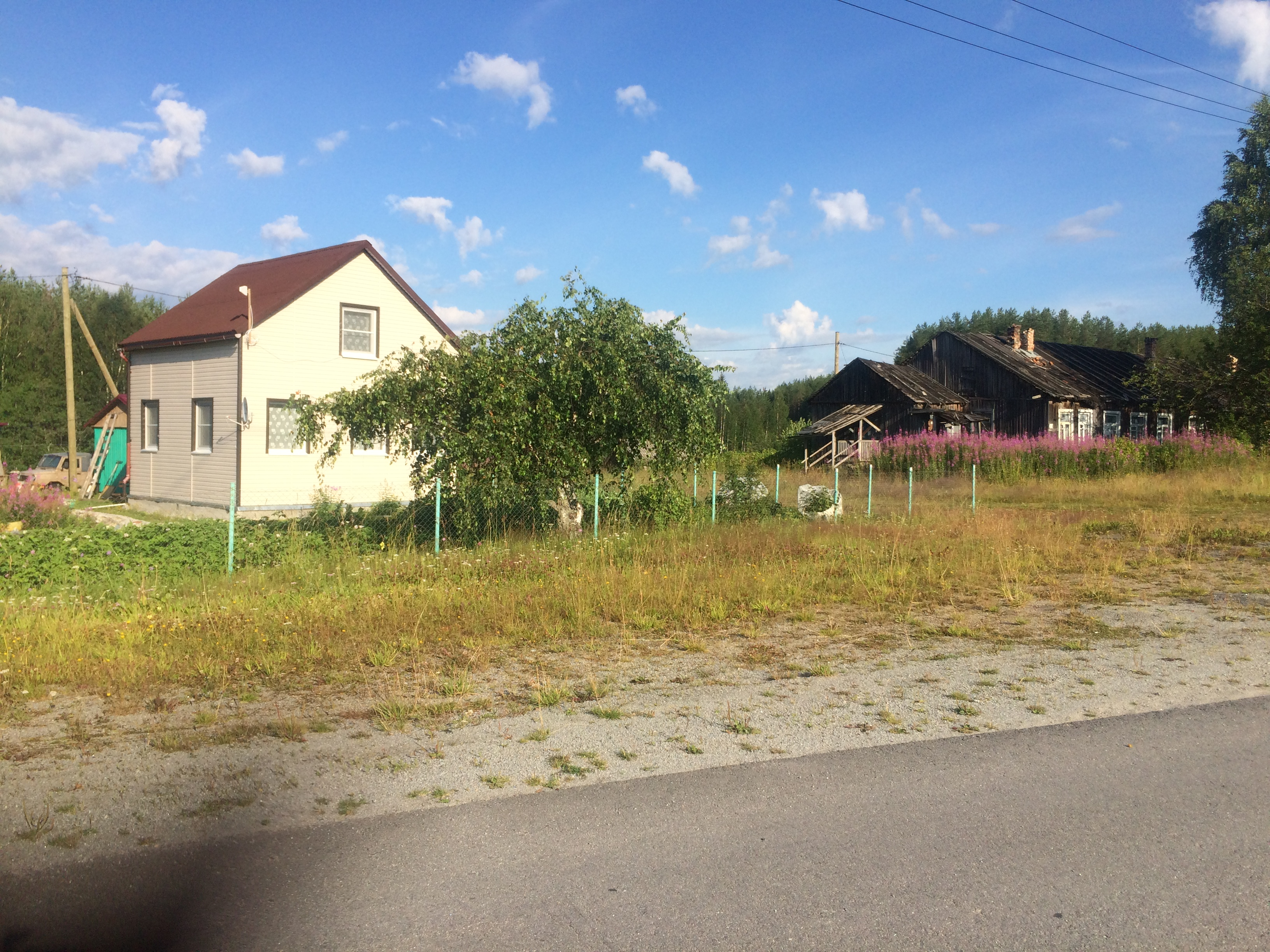
Жилые дома

- ул. Верхняя
- ул. Высотная
- ул. Центральная
- ул. Школьная